# Episodi di Hamburg Transit (quarta stagione)
La quarta stagione della serie televisiva Hamburg Transit è stata trasmessa in anteprima in Germania dalla ARD tra l'11 dicembre 1973 e il 19 marzo 1974.
| nº | Titolo originale             | Titolo italiano | Prima TV Germania | Prima TV Italia |
| -- | ---------------------------- | --------------- | ----------------- | --------------- |
| 1  | Der Beschützer               | inedito         | 11 dicembre 1973  | inedito         |
| 2  | Die Täterin ist geständig    | inedito         | 18 dicembre 1973  | inedito         |
| 3  | Warum die Grete P. unterging | inedito         | 8 gennaio 1974    | inedito         |
| 4  | Eine Sekretärin              | inedito         | 15 gennaio 1974   | inedito         |
| 5  | Der kleine Bruder            | inedito         | 22 gennaio 1974   | inedito         |
| 6  | Die Postlady                 | inedito         | 29 gennaio 1974   | inedito         |
| 7  | Schulfrei                    | inedito         | 5 febbraio 1974   | inedito         |
| 8  | Ein dankbares Opfer          | inedito         | 12 febbraio 1974  | inedito         |
| 9  | Das Interview                | inedito         | 19 febbraio 1974  | inedito         |
| 10 | Hochsaison                   | inedito         | 26 febbraio 1974  | inedito         |
| 11 | Der 7. Kanal                 | inedito         | 5 marzo 1974      | inedito         |
| 12 | Ein Koffer zuviel            | inedito         | 12 marzo 1974     | inedito         |
| 13 | Awuku                        | inedito         | 19 marzo 1974     | inedito         |